# Alice Coulthard
Alice Coulthard (Londen, 18 november 1983) is een Britse actrice.

## Biografie
Coulthard studeerde af in Engelse literatuur aan de Universiteit van Liverpool in Liverpool.
Coulthard begon in 1993 met acteren in de film The Cement Garden, waarna zij nog meerdere rollen speelde in films en televisieseries. Zij is vooral bekend van haar rol als Maisie Wylde in de Britse soapserie Emmerdale waar zij in 284 afleveringen speelde (2009-2011).
Coulthard is in 2010 getrouwd met bassist Owen Dyke van de postpunk/electro band White Rose Movement uit Londen, en heeft hieruit twee kinderen.

## Filmografie

### Films
Uitgezonderd korte films.
- 2016 Josephine - als Josephine Robison
- 2007 Sex, the City and Me - als serveerster
- 1993 The Cement Garden - als Sue

### Televisieseries
Uitgezonderd eenmalige gastoptredens.
- 2014-2015 The Last Ship - als Kelly Tophet - 10 afl.
- 2009-2011 Emmerdale - als Maisie Wylde - 284 afl.

### Computerspellen
- 2021 Lone Echo II - als Oliva Rhodes
- 2017 Lone Echo - als Oliva Rhodes
- 2015 The Order: 1886 - als Isabeau D'Argyll / Lady Igraine
- 2014 Game of Thrones: A Telltale Games Series - als Lady / Wildling

- Gemeinsame Normdatei: 1062228014
- International Standard Name Identifier: 0000 0003 6623 5016
- Library of Congress Control Number: no2012024329
- Virtual International Authority File: 232434056
- WorldCat: E39PBJqVXCKrQ7JjVrjF4dq84q